# Bramka (gmina)
Bramka (1946–47 jako Niebostrzeż; 1947–48 jako Bogaczewo) – dawna gmina wiejska istniejąca w latach 1946–1954 w woj. olsztyńskim (jej dawny obszar należy obecnie we wschodnich krańcach woj. pomorskiego). Siedzibą władz gminy były kolejno: Żabi Róg (niem. Horn), Bogaczewo (niem. Güldenboden) i Bramka (Niebostrzeż) (niem. Himmelforth).
Gmina Niebostrzeż powstała 4 maja 1946 w powiecie morąskim na obszarze okręgu mazurskiego, na terenie tzw. Ziem Odzyskanych. Nie była ona zatem jedną z pierwszych siedmiu gmin utworzonych 30 października 1945 w powiecie morąskim, lecz została wyodrębniona później, ponieważ dotychczasowe gminy były obszarowo zbyt wielkie (ponad 10,000 ha). 28 czerwca 1946 gmina weszła w skład nowo utworzonego woj. olsztyńskiego. W latach 1947–1947 gmina figurowała pod nazwą gmina Bogaczewo (od zmienionej siedziby Bogaczewo), a od 1948 wreszcie jako gmina Bramka.
Według stanu z 1 lipca 1952 roku gmina Bramka była podzielona na 9 gromad: Bogaczewo, Bramka, Florczaki, Gubity, Kotkowo, Kretowiny, Maliniak, Ruś i Żabi Róg.
Gmina została zniesiona 29 września 1954 wraz z reformą wprowadzającą gromady w miejsce gmin. Jednostki nie przywrócono 1 stycznia 1973 po reaktywowaniu gmin.